# Aaron Sapiro
Aaron Leland Sapiro (geboren 5. Februar 1884 in Oakland, Kalifornien; gestorben 23. November 1959 in Los Angeles) war ein US-amerikanischer Rechtsanwalt und landwirtschaftlicher Genossenschaftler.

## Leben

### Wirken als Genossenschaftler
Aaron Sapiro kam aus armen Verhältnissen und wuchs in einem Waisenhaus auf. Er begann eine Ausbildung zum Rabbiner und studierte dann Jura. Er arbeitete als Rechtsanwalt in Chicago und San Francisco. Sapiro arbeitete für das California Department of Agriculture und reorganisierte die Genossenschafts- und Absatzstrukturen für das im Lande produzierte Obst. Er wurde 1923/24 von kanadischen Weizenfarmern nach Saskatchewan geholt, um dort die Absatzwege zu reorganisieren. Nach seinen Erfahrungen in Kalifornien stellte er für die USA einen nach ihm benannten Sapiro-Plan auf, mit dem die vorhandenen Genossenschaften auf den Vertrieb ausgerichtet werden sollten, die Vertriebswege neu geordnet und Zwischenhandelsstufen ausgeschaltet werden sollten. Dadurch konnten die Umsatzerlöse der Produzenten erhöht werden. Dem „California Plan“ oder „Sapiro Plan“ waren 1925 USA-weit 890.000 Farmer angeschlossen, die Umorganisation wurde von der National Council of Farmer’s Cooperative Marketing Association unterstützt. Sapiros Organisation galt als eine der größten landwirtschaftlichen Organisationen seiner Zeit. Sapiro vertrat die Interessen der Kooperativen auch als Anwalt vor dem U.S. Supreme Court.
Sapiros Arbeit zog Gegner und Neider auf sich, zudem machte er sich durch seine Persönlichkeit und seinen Arbeitsstil angreifbar. Seine Gegner stießen sich auch an den hohen Mitgliederbeitragssätzen in den von ihm eingerichteten Organisationen und an seinen Anwaltsgebühren.
Sapiro wurde in den 1960er Jahren von der Genossenschaftsforschung rezipiert. Im Jahr 1986 nahm die Cooperative Development Foundation Sapiro in die 1974 eingerichtete Cooperative Hall of Fame auf.

### Rechtsstreit mit Henry Ford
In der vom Automobilproduzenten Henry Ford herausgegebenen Wochenzeitung The Dearborn Independent wurde Sapiro von dessen Redakteur Ernest G. Liebold als jüdischer Ausbeuter der amerikanischen Farmerorganisationen angegriffen. Der Dearborn Independent propagierte seit Mai 1920 die Inhalte der antisemitischen Kampfschrift Protokolle der Weisen von Zion und den darin angeblich bewiesenen Geheimplan einer jüdischen Weltverschwörung. Sapiros Arbeit galt dafür als Beweis. 1924 erschienen Auszüge dieser 91 Zeitungsartikel in der vierteiligen Schrift The International Jew. In den Artikeln wurden zwar auch Namen der US-amerikanischen Finanzwelt wie Bernard Baruch, Otto Kahn, Albert Lasker, Eugene Meyer und Julius Rosenwald genannt, konkretes Angriffsziel war aber Shapiro, da dieser die amerikanischen Farmer hinter seine Organisation gebracht hatte.
Sapiro sah sich und das amerikanische Judentum unrechtmäßig angegriffen und reichte im April 1925 am Firmensitz Fords in Detroit eine Beleidigungsklage ein, die 1927 verhandelt wurde. In der Zwischenzeit ließ Ford Anwälte und Agenten landesweit belastendes Material gegen Sapiro sammeln, um ihn gegebenenfalls persönlich zu desavouieren. Sapiro wurde zudem vom jüdischen Aktivisten und Anwalt Louis Marshall kritisiert, weil der Antisemitismus durch die öffentliche Diskussion des International Jew eher Aufwind bekäme. Der New Yorker Rabbiner Stephen Wise hingegen unterstützte die mit der Klage verbundenen Ziele.
Fords Chefanwalt wurde der Politiker James A. Reed, dem es gelang, den Prozess auf die individuelle Beleidigung zu reduzieren, für die der Redakteur des Dearborn Independent William J. Cameron die Verantwortung übernehmen musste: Henry Ford habe die Artikel und das Buch, so versicherte Cameron, niemals zu Gesicht bekommen. Nachdem allerdings James Martin Miller, ein vormaliger Biograf Fords, das Gegenteil aussagte, erlitt Ford Verletzungen bei einem angeblichen Verkehrsunfall, die ihn kurzfristig vor einem Kreuzverhör durch das Gericht bewahrten. Weiterhin gelang es Fords Detektiven, eine Schöffin als parteiisch darzustellen, so dass das Gerichtsverfahren ins Schlingern geriet. Nach der Sommerpause drängte Ford bei Louis Marshall und anderen Vertretern des American Jewish Committee auf einen außergerichtlichen Vergleich. Ford blieb einerseits bei seiner Behauptung, dass er die Artikel im Dearborn Independent und auch das Buch nicht kannte, andererseits lobte er nun das amerikanische Judentum und entschuldigte sich für die Angriffe aus seiner Zeitung.
Die New Yorker Presse leitete aus der Erklärung die Erwartung ab, dass Ford seine antisemitischen Aktivitäten einstellte. Der Liedermacher Billy Rose resümierte in einem (ironischen) Song, dass er nun einen neuen Freund gefunden habe: Since Hen-ry Ford a-pol-o-gized to me. Sapiro akzeptierte Fords öffentliche Entschuldigung und die Richtigstellung der Beschuldigungen aus dem Dearborn Independent, und Ford sicherte zu, die Prozesskosten Sapiros zu übernehmen. Dasselbe tat Ford auch gegenüber Herman Bernstein, der ihn schon 1923 wegen antisemitischer Beleidigungen verklagt hatte, sich aber gegen die anwaltliche Übermacht Fords nicht hatte durchsetzen können. Ford sicherte öffentlich zu, den International Jew einzustampfen und das internationale Lizenzgeschäft für das Buch einzustellen, was auch für den deutschen Herausgeber Theodor Fritsch gegolten hätte. Tatsächlich war auch das nur ein Lippenbekenntnis, die Rücknahme der Lizenzierungen wurde nur sehr zögerlich umgesetzt, Fritsch konnte unter den Augen Fords weiterdrucken.

## Schriften (Auswahl)
- Co-operative marketing. American Farm Bureau Federation, Chicago  1920
- True Farmer Cooperation. 1923
- Why farmers must organize for business : commodity coöperative marketing : an economic remedy for an economic ill based on sound business and financial principles. Departments of Information of the Tobacco Growers Co-operative Association and the North Carolina Cotton Growers Co-operative Association,  Raleigh, N.C. 1923?
- Cooperative wheat marketing. 1924.
- An experience with American justice. New York, 1927/1928 (Free Synagogue pulpit, vol. 8, no. 5)
- Book Review:Trade Associations: The Legal Aspects. In: The Yale Law Journal. 1929, S. 555–558.
- mit Eugene H Frank: Mutiny at the Dock. In: California Law Review. 1936, S. 41–51.